# Condicio sine qua non
Condicio sine qua non (in Middeleeuws Latijn ook wel: conditio sine qua non,) is een Latijnse uitdrukking die in de juridische wereld wordt gebruikt om het causaal verband tussen de gebeurtenis waarop de aansprakelijkheid berust en de schade aan te duiden. Verder wordt ook de term oorzakelijkheid gebruikt in verschillende vakgebieden. De uitdrukking betekent letterlijk: voorwaarde zonder welke (het gevolg) niet (ingetreden zou zijn).
Het causaal verband is in het burgerlijk recht van belang om te bepalen of er een recht bestaat op schadevergoeding. Telkens moet de vraag worden gesteld of de schade alsnog geleden zou zijn zonder de gebeurtenis waarop de aansprakelijkheid berust. Als het antwoord op deze vraag ja is, bestaat er geen condicio sine qua non-verband en in beginsel dus ook geen recht op schadevergoeding. Het bestaan van een condicio sine qua non-verband is echter niet voldoende voor een recht op schadevergoeding. Als een condicio sine qua non-verband bestaat, kan schade bijvoorbeeld alsnog in een zodanig ver verwijderd verband staan van de schadeveroorzakende gebeurtenis dat de schade niet meer aan de dader is toe te rekenen.
De uitdrukking wordt ook wel buiten de rechtspraak gebruikt, in het algemeen als synoniem voor noodzakelijke voorwaarde.